# NGC 5768
NGC 5768 est une galaxie spirale située dans la constellation de la Balance. Sa vitesse par rapport au fond diffus cosmologique est de 2 175 ± 15 km/s, ce qui correspond à une distance de Hubble de 32,1 ± 2,3 Mpc (∼105 millions d'al). NGC 5768 a été découverte par l'astronome germano-britannique William Herschel en 1785.
La classe de luminosité de NGC 5768 est III et elle présente une large raie HI. Elle renferme également des régions d'hydrogène ionisé. De plus, c'est une galaxie du champ, c'est-à-dire qu'elle n'appartient pas à un amas ou un groupe et qu'elle est donc gravitationnellement isolée.
À ce jour, quatre mesures non basées sur le décalage vers le rouge (redshift) donnent une distance de 28,825 ± 0,450 Mpc (∼94 millions d'al), ce qui est tout juste à l'extérieur des valeurs de la distance de Hubble.